# Faraquet

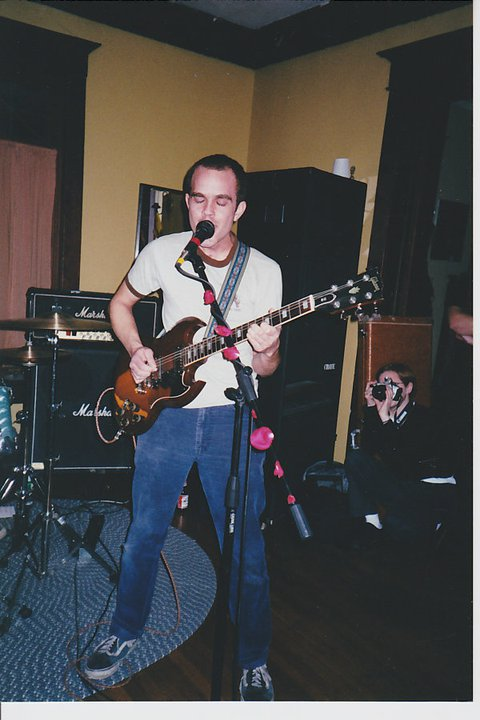
Faraquet en vivo en Indianápolis, Indiana en la década de 2000.

Faraquet fue una influyente banda de post-hardcore de Washington D. C., incluida a veces dentro del género del rock matemático (math rock). Se formó en 1997, separándose en 2001. Publicó sus trabajos con Dischord Records. Dos de los miembros originales, Devin Ocampo y Chad Molter, actualmente forman parte de la banda Medications.

## Miembros
- Devin Ocampo: voces, guitarra, batería/percusión, teclados, banjo, guitarra baja y trompeta
- Chad Molter: batería/percusión, voces, bajo piccolo
- Jeff Boswell: bajo, guitarra feedback, moog

## Discografía
7"
- "Parakeet" b/w "Um Die Ecke" (Mis En Scene Records: 002) (1998)
- "Whole Thing Over" b/w "Call It Sane" (DeSoto Records: 032) (1999)

EP
- Compartido con Akarso (404 Records: 404-002) (1999)

LP
- The View from this Tower (Dischord Records: 122) (2000)

Compilaciones
- "Cut Self Not" en 20 Years of Dischord (Dischord Records: 125) (2002)

- Datos: Q1971762